# En la línea de fuego. La batalla de El Alamein
En la línea de fuego. La batalla de El Alamein (Line of fire. The battle of El Alamein en inglés) es un documental producido por Gavin Bott para Cromwell Productions en 2001. Escrito por Robin Clifton, cuenta con los comentarios de los historiadores Duncan Anderson, Lloyd Clark, Christopher Pugsley y Klaus Schmider. Paul Farrer compuso su música original. 
Incluido en la colección Grandes batallas de la historia en DVD, sección II Guerra Mundial, lleva por epígrafe: Rommel “el zorro del desierto” contra el general Montgomery y el Octavo Ejército británico.

## Argumento
En el otoño de 1942, durante la campaña en África del Norte de la Segunda Guerra Mundial, tras la batalla de Tobruk, favorable a los alemanes, tuvo lugar la batalla de El Alamein, que inclinó la balanza a favor de los británicos y de sus aliados. Por una parte, Erwin Rommel, llamado “el zorro del desierto”, estuvo al frente del bando alemán; por otra, el general Bernard Law Montgomery comandó hasta la victoria final al VIII Ejército británico. Para ello, este último se valió de su superioridad numérica y de los problemas de suministros que padecían los alemanes, pero un factor de igual importancia fue su indiscutible habilidad táctica en la lucha de tanques en el desierto norteafricano.

## Nota
1. ↑  Grandes batallas de la historia. El Alamein (sic), Eagle Media & DiskoDVD Vision, 2009.

- Datos: Q5832060